# Juncus nodosus
Juncus nodosus är en tågväxtart som beskrevs av Carl von Linné. Juncus nodosus ingår i släktet tåg, och familjen tågväxter. Inga underarter finns listade i Catalogue of Life.